# タンジェ・ヴィル駅
タンジェ・ヴィル駅 (アラビア語: محطة طنجة المدينة、フランス語: Gare de Tanger-Ville) は、ONCFが運営するモロッコのタンジェにある鉄道駅。2018年に開通したタンジェ＝カサブランカ高速鉄道の終点駅。

## 発着する路線・列車

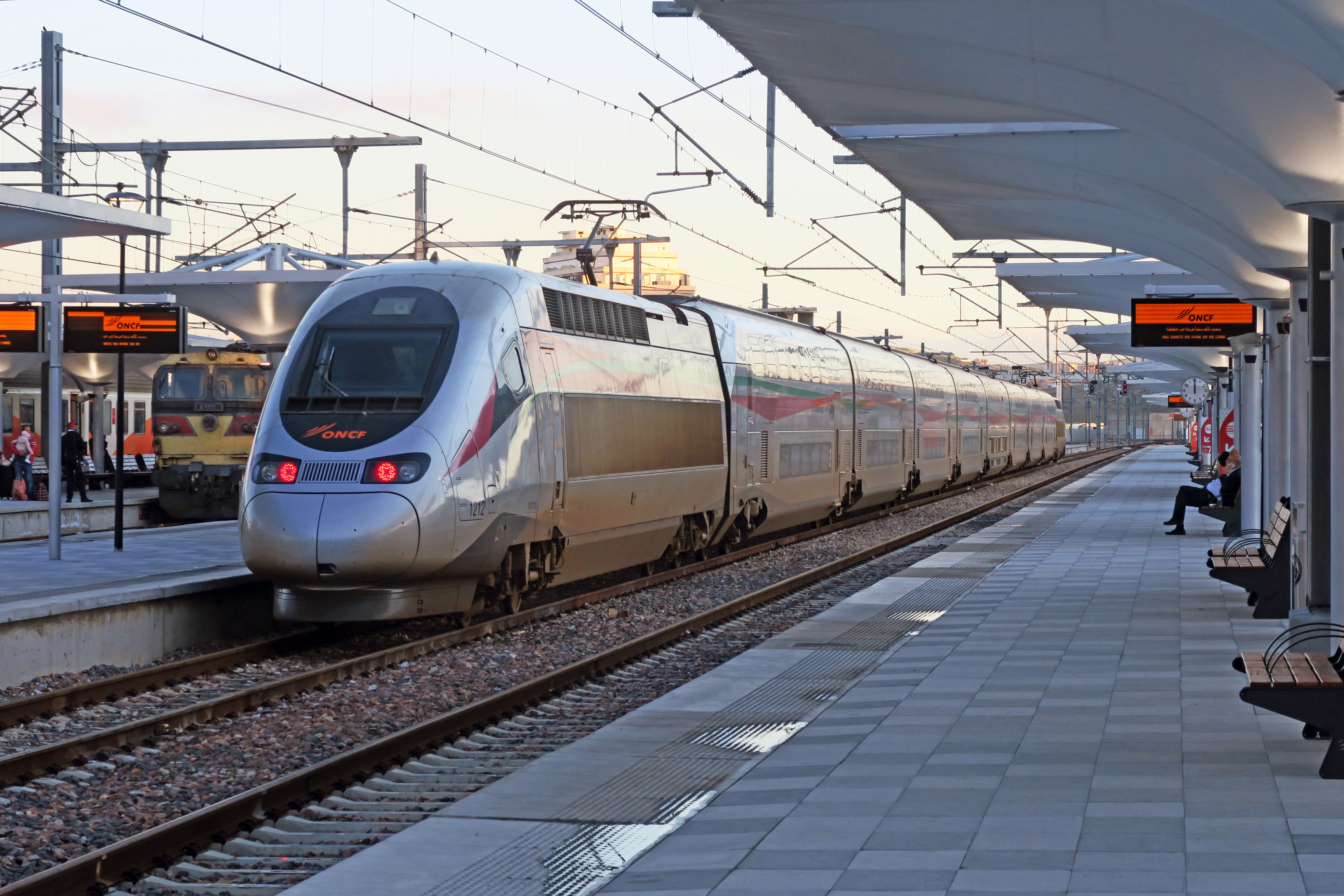
タンジェ・ヴィル駅に停車中のタンジェ＝カサブランカ高速鉄道の車両

- タンジェ＝カサブランカ高速鉄道 - カサブランカ行 - 首都ラバトを経由してカサ・ヴォヤジャー駅に至る高速鉄道[4]。
- アル・アトラス線 - フェズを経由しナドールやウジダに至る長距離路線[5]。
- 夜行列車[6]
  - ウジダ行
  - マラケシュ行
- 幹線列車 - フェズを経由しウジダに至る列車が一日8本運用されている[7]。

## 歴史

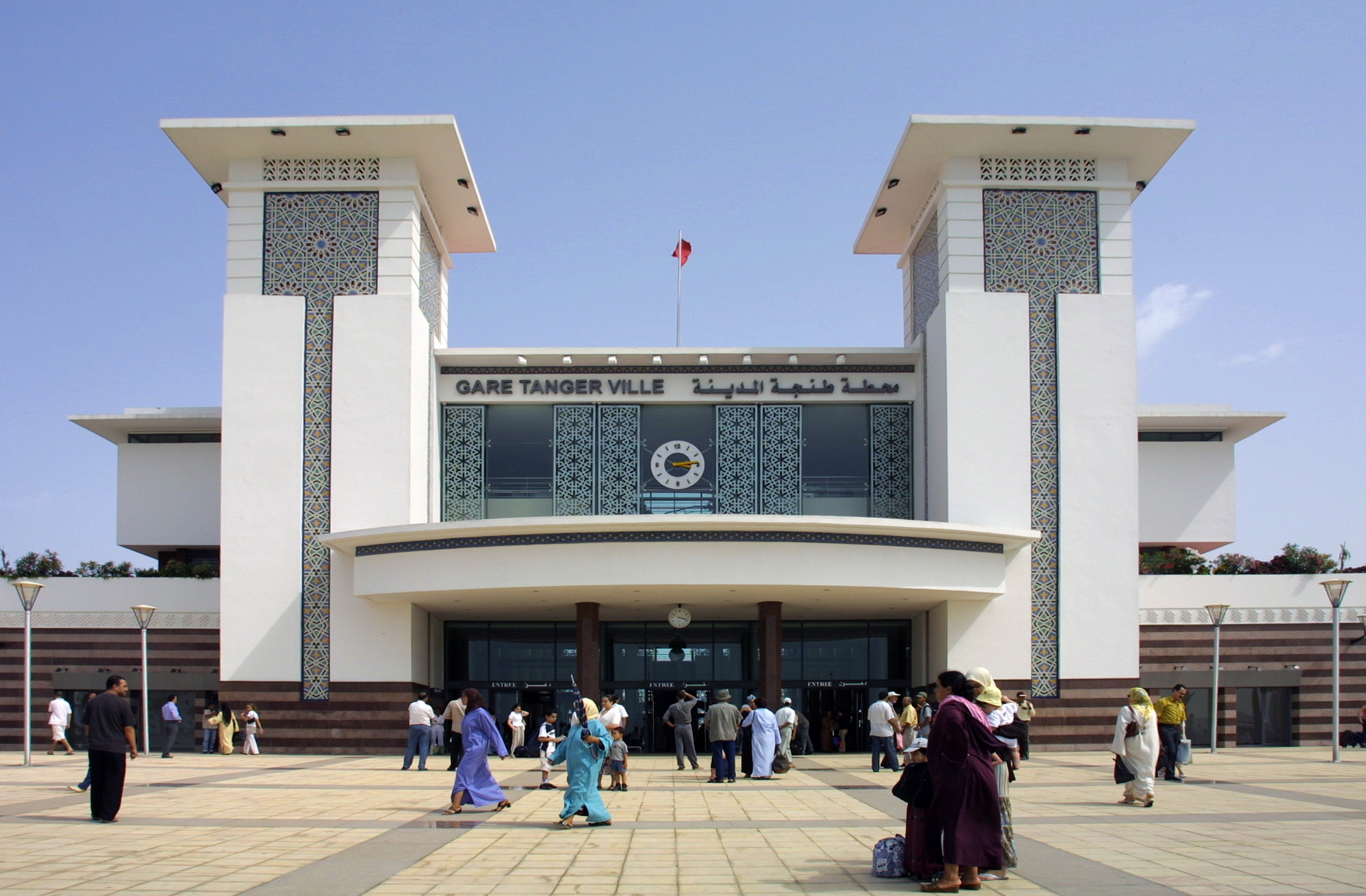
再開発される前の駅の外観（ 2004年）

2002年1月15日に着工し2003年8月26日にモロッコの国王のムハンマド6世によって落成式が行われ開業する。建設費用は約8000万モロッコ・ディルハムだった。当時の駅は3ホームで構成されていた。
2016年5月11日にタンジェ＝カサブランカ高速鉄道接続のための再開発工場が着工し、タンジェ＝カサブランカ高速鉄道の開通式の後の2018年11月17日に開通し再開業。

## 構造
タンジェ・ヴィル駅は200mの5つのホームからなる頭端式ホームで構成されている。